# Age of Empires II: The Conquerors
Age of Empires II: The Conquerors Expansion est une extension du  jeu de stratégie en temps réel Age of Empires II: The Age of Kings développée par Ensemble Studios et publiée par Microsoft le 24 août 2000. Elle inclut notamment quatre nouvelles campagnes et cinq nouvelles civilisations : les Espagnols, les Huns, les Coréens, les Mayas et les Aztèques. Comme dans le jeu original, chacune d'elles est doté d'une unité spécifique comme les guerriers-jaguars, les archers à plumes, les conquistadors ou les chariots de guerre. L'extension introduit également 26 nouvelles technologies, certaines étant spécifiques à certaines civilisations.

## Configuration requise
Configuration minimale requise, indiquée au dos de la boite
|                        | Minimum                                                     |
| ---------------------- | ----------------------------------------------------------- |
| Système d'exploitation | Windows 95,98,Me - 32 Mo de RAM Windows 2000 - 64 Mo de RAM |
| Processeur             | 166 MHz                                                     |
| Disque dur             | 300 Mo                                                      |
| Carte graphique        | 2 MB/2D                                                     |
| Autres                 | Carte audio avec haut-parleurs ou écouteurs                 |
| Connexion internet     | 28.8 Kbits/s par modem, ou supérieur Internet Explorer 4.0  |

## Système de jeu
The Conquerors ajoute cinq nouvelles civilisations : les Espagnols, les Huns, les Coréens, les Mayas et les Aztèques. L'extension inclut quatre nouvelles campagnes retraçant l'histoire de trois grandes figures historiques (le Cid, Attila et Moctezuma) et une quatrième se déroulant comme une suite de batailles historiques importantes (Poitiers, Hastings, Azincourt, conquête du Vinland, Lépante, Manzikert, No Ryang et Yamazaki).
Comme dans le jeu original, chacune d'elles est doté d'unités uniques :
| Civilisation | Unité unique                                                    | Merveille                    |
| ------------ | --------------------------------------------------------------- | ---------------------------- |
| Espagnols    | Conquistadors (cavalerie légère) Missionnaires                  | Torre del Oro                |
| Huns         | Tarkhan (cavalerie légère)                                      | Arc de Constantin (en ruine) |
| Coréens      | Chariots de guerre (arme de siège) Bateau tortue (navire lourd) | Hwangnyongsa                 |
| Mayas        | Archers à plumes (archer léger)                                 | Temple du grand jaguar       |
| Aztèques     | Guerrier jaguar (infanterie légère)                             | Templo Mayor                 |

L'extension introduit également 26 nouvelles technologies, certaines étant spécifiques à certaines civilisations, et de nouveaux mécanismes de jeu font leur apparition, comme la possibilité de cacher des troupes dans les béliers. Aussi, désormais, les villageois sont plus débrouillards ; après avoir construit un moulin près des baies, ils vont aller les chercher tout seuls, de même si un camp de bûcherons est construit près d'une forêt, ils iront couper sans avoir besoin de le leur dire, etc. L'éditeur de carte a lui aussi subi des changements afin de permettre plus de facilités d'utilisations. Enfin, l'interface du jeu a été améliorée, notamment dans le domaine agricole ou il devient plus facile de relancer la production des fermes.
Au niveau du multijoueur, trois nouveaux modes de jeu ont été ajoutés : la course à la merveille, le roi de la colline et la défense de la merveille. Certaines unités du jeu original ont également été modifiées afin d'améliorer l'équilibre du jeu.

## Accueil
| Age of Empires II: The Conquerors |      |       |
| Média                             | Pays | Notes |
| Computer Gaming World             | US   | 4/5   |
| Gamekult                          | US   | 8/10  |
| GameSpot                          | US   | 85 %  |
| Gen4                              | FR   | 4/6   |
| IGN                               | US   | 82 %  |
| Jeuxvideo.com                     | FR   | 17/20 |
| Joystick                          | FR   | 90 %  |
| PC Gamer US                       | US   | 93 %  |
| PC Jeux                           | FR   | 89 %  |
| Compilations de notes             |      |       |
| GameRankings                      | US   | 89 %  |
| Metacritic                        | US   | 88 %  |